# Russell Smith (Trompeter)
Russell T. „Pops“ Smith (* 1890 in Ripley, Ohio; † 27. März 1966 in Los Angeles, Kalifornien) war ein US-amerikanischer Jazz-Trompeter und Sänger.
Russell Smith stammte aus einer musikalischen Familie; einer seiner Brüder war der Trompeter Joe Smith, der auch als Jazztrompeter wirkte. Er begann seine Musikerkarriere in verschiedenen Musiktheatern in Cincinnati und ging dann mit einem Ensemble namens Six Musical Spoilers auf Tournee. Als er auf diese Weise nach New York kam, wechselte er in die Band von Joe Jordan. Im Ersten Weltkrieg war er als Musiker in der 350th Field Artillery Band in Frankreich eingesetzt; nach Kriegsende wurde er 1919 Mitglied von James Reese Europes Band. Mitte der 1920er Jahre arbeitete er bei Fletcher Henderson, danach in Noble Sissles Orchester, in dem zur gleichen Zeit auch der gleichnamige Pianist Russell Smith tätig war, mit dem er oft verwechselt wird. Nach vier Jahren bei Sissle spielte erneut bei Henderson, dessen Orchester er dann zwei Jahrzehnte angehörte. Daneben arbeitete er auch mit Ben Webster, Coleman Hawkins, Horace Henderson und Benny Carter zusammen. Ab 1942 gehörte er zum Orchester von Cab Calloway; eine Dekade später, nachdem er erneut bei Sissle gearbeitet hatte, setzte er sich in Kalifornien zur Ruhe, spielte und unterrichtete aber noch gelegentlich.